# Sportgemeinschaft Essen-Schönebeck 19/68 2020-2021
Questa voce raccoglie le informazioni riguardanti lo Sportgemeinschaft Essen-Schönebeck 19/68 nelle competizioni ufficiali della stagione 2020-2021.

## Maglie e sponsor
|  | Casa | Trasferta |

## Organigramma societario
Tratto dal sito societario:
Area tecnica
- Allenatore: Markus Högner
- Co allenatore: Kirsten Schlosser
- Preparatore dei portieri: Jörg Vesper
- Trainer: Petja Kaslack
- Speed-Trainer: Erskine Baker

## Rosa
Rosa, ruoli e numeri di maglia come da sito societario e sito Federcalcio tedesca, aggiornati al 4 agosto 2021.
| N. |                     | Ruolo | Calciatrice       |
| -- | ------------------- | ----- | ----------------- |
| 1  | Germania (bandiera) | P     | Stina Johannes    |
| 2  | Germania (bandiera) | D     | Selina Ostermeier |
| 3  | Svizzera (bandiera) | D     | Ella Touon        |
| 4  | Germania (bandiera) | D     | Nina Räcke        |
| 5  | Germania (bandiera) | D     | Alida Dzaltur     |
| 6  | Germania (bandiera) | C     | Elisa Senß        |
| 7  | Germania (bandiera) | C     | Antonia Baaß      |
| 8  | Germania (bandiera) | C     | Manjou Wilde      |
| 9  | Germania (bandiera) | A     | Kirsten Nesse     |
| 10 | Grecia (bandiera)   | A     | Eleni Markou      |
| 11 | Germania (bandiera) | C     | Irini Ioannidou   |
| 13 | Germania (bandiera) | C     | Barbara Brecht    |
| 16 | Germania (bandiera) | D     | Jacqueline Klasen |

| N. |                        | Ruolo | Calciatrice      |
| -- | ---------------------- | ----- | ---------------- |
| 17 | Germania (bandiera)    | A     | Nicole Anyomi    |
| 18 | Germania (bandiera)    | D     | Lena Ostermeier  |
| 19 | Germania (bandiera)    | C     | Beke Sterner     |
| 20 | Germania (bandiera)    | P     | Kim Sindermann   |
| 21 | Paesi Bassi (bandiera) | A     | Jill Baijings    |
| 22 | Germania (bandiera)    | C     | Sophia Thiemann  |
| 23 | Francia (bandiera)     | C     | Estelle Laurier  |
| 25 | Germania (bandiera)    | C     | Maria Lange      |
| 27 | Germania (bandiera)    | C     | Katharina Piljić |
| 28 | Germania (bandiera)    | P     | Lisa Klostermann |
| 30 | Germania (bandiera)    | A     | Carlotta Wamser  |
| 31 | Germania (bandiera)    | C     | Jana Feldkamp    |

## Calciomercato

### Sessione estiva
| Acquisti | Acquisti          | Acquisti              | Acquisti   |
| R.       | Nome              | da                    | Modalità   |
| -------- | ----------------- | --------------------- | ---------- |
| D        | Selina Ostermeier | Eintracht Francoforte | definitivo |
| D        | Nina Räcke        | Wolfsburg II          | definitivo |
| D        | Ella Touon        | SGS Essen U19         | definitivo |
| C        | Antonia Baaß      | Wolfsburg II          | definitivo |
| C        | Barbara Brecht    | Bayern Monaco II      | definitivo |
| C        | Katharina Piljic  | SGS Essen U19         | definitivo |
| C        | Beke Sterner      | SGS Essen U19         | definitivo |
| C        | Sophia Thiemann   | Arminia Bielefeld     | definitivo |
| A        | Eleni Markou      | Apollōn Lemesou       | definitivo |
| A        | Jill Baijings     | Heerenveen            | definitivo |
| A        | Carlotta Wamser   | SpVgg Brakel U19      | definitivo |

| Cessioni | Cessioni             | Cessioni        | Cessioni   |
| R.       | Nome                 | a               | Modalità   |
| -------- | -------------------- | --------------- | ---------- |
| P        | Josephine Plehn      | SV Berghofen    | definitivo |
| D        | Annalena Breitenbach | Carl Zeiss Jena | definitivo |
| D        | Marina Hegering      | Bayern Monaco   | definitivo |
| C        | Jule Dallmann        | VFR SW Warbeyen | definitivo |
| C        | Lena Oberdorf        | Wolfsburg       | definitivo |
| C        | Ramona Petzelberger  | Aston Villa     | definitivo |
| A        | Turid Knaak          | Atlético Madrid | definitivo |
| A        | Lea Schüller         | Bayern Monaco   | definitivo |

### Sessione invernale
| Acquisti | Acquisti | Acquisti | Acquisti |
| R.       | Nome     | da       | Modalità |
| -------- | -------- | -------- | -------- |
|          |          |          |          |

| Cessioni | Cessioni      | Cessioni     | Cessioni   |
| R.       | Nome          | a            | Modalità   |
| -------- | ------------- | ------------ | ---------- |
| C        | Mara Grutkamp | MSV Duisburg | definitivo |

## Risultati

### Frauen-Bundesliga

#### Girone di andata
| Arbitro: | Wildfeuer (Lubecca) |

|                                       |           |  |
| Oberdorf 16’, 83’ Goeßling 49’ (rig.) | Marcatori |  |

| Arbitro: | Schwermer (Rieder) |

|           |           |                                                  |
| Anyomi 7’ | Marcatori | 27’ (rig.) Feiersinger 40’ Aschauer 75’ Freigang |

| Arbitro: | Heidenreich (Bad Schwartau) |

|           |           |                                           |
| Sehan 70’ | Marcatori | 4’ Baijings 63’ (aut.) Goddard 87’ Markou |

| Arbitro: | Arlt (Münster) |

|  |           |                               |
|  | Marcatori | 36’ Glas 90+1’ (rig.) Lohmann |

| Arbitro: | Heimann (Gladbeck) |

|  |           |                                                             |
|  | Marcatori | 37’ Billa 69’ (aut.) L. Ostermeier 80’ (aut.) S. Ostermeier |

| Arbitro: | Duske (Leverkusen) |

|               |           |                                         |
| Berentzen 47’ | Marcatori | 45’ Senß 67’ (rig.) Feldkamp 83’ Wamser |

| Essen 18 ottobre 2020, ore 14:00 CEST 7ª giornata | SGS Essen           | 0 – 0 referto | Bayer Leverkusen | Stadion Essen\| Arbitro: \| Wildfeuer (Lubecca) \| |
| Arbitro:                                          | Wildfeuer (Lubecca) |               |                  |                                                    |

| Arbitro: | Joos (Leinfelden-Echterdingen) |

|             |           |                                        |
| Hoppius 60’ | Marcatori | 14’ Ostermeier 21’ Feldkamp 40’ Anyomi |

| Essen 15 novembre 2020, ore 16:00 CET 9ª giornata | SGS Essen           | 0 – 0 referto | Friburgo | Stadion Essen (0 spett.)\| Arbitro: \| Diekmann (Dortmund) \| |
| Arbitro:                                          | Diekmann (Dortmund) |               |          |                                                               |

| Arbitro: | Michel (Gau-Odernheim) |

|             |           |                                                     |
| Angerer 82’ | Marcatori | 5’, 70’ Anyomi 28’, 52’ Wamser 38’ Klasen 85’ Nesse |

| Arbitro: | Wildfeuer (Lubecca) |

|              |           |                        |
| Feldkamp 52’ | Marcatori | 78’ Weidauer 82’ Cerci |

#### Girone di ritorno
| Arbitro: | Arlt (Münster) |

|  |           |                        |
|  | Marcatori | 12’ Wolter 57’ Jakabfi |

| Arbitro: | Michel (Gau-Odernheim) |

|                                                   |           |             |
| Pawollek 17’ Freigang 27’ (rig.) Räcke 81’ (aut.) | Marcatori | 35’ Sterner |

| Arbitro: | Derlin (Bad Schwartau) |

|                      |           |             |
| Elmazi 24’ Wilde 66’ | Marcatori | 56’ Lührßen |

| Arbitro: | Schwermer (Rieder) |

|                                     |           |  |
| Magull 11’ (rig.) Schüller 16’, 74’ | Marcatori |  |

| Arbitro: | Rafalski (Baunatal) |

|  |           |              |
|  | Marcatori | 90+3’ Elmazi |

| Arbitro: | Appelmann (Alzey) |

|                                             |           |            |
| Baijings 57’ Ioannidou 77’ (rig.) Wilde 88’ | Marcatori | 19’ Becker |

| Arbitro: | Westerhoff (Bochum) |

|                        |           |            |
| Nikolić 12’ Tanaka 42’ | Marcatori | 53’ Wamser |

| Essen 21 marzo 2021, ore 14:00 CEST 19ª giornata | SGS Essen              | 0 – 0 referto | Sand | Stadion Essen (0 spett.)\| Arbitro: \| Hussein (Bad Harzburg) \| |
| Arbitro:                                         | Hussein (Bad Harzburg) |               |      |                                                                  |

| Arbitro: | Kunkel (Amburgo) |

|                                      |           |            |
| Vojteková 55’ Kayikçi 66’ Mégroz 77’ | Marcatori | 89’ Klasen |

| Arbitro: | Heidenreich (Bad Schwartau) |

|                       |           |                                |
| Markou 84’ Wamser 86’ | Marcatori | 2’, 69’ Wilkinson 14’ Debitzki |

| Arbitro: | Schwermer (Rieder) |

|                             |           |                            |
| Holmgaard 48’ Schmidt 90+4’ | Marcatori | 39’ Laurier 44’ Ostermeier |

### DFB-Pokal der Frauen
| Arbitro: | Nadine Westerhoff (Bochum) |

|                                    |           |                 |
| Rieke 49’ Aradini 75’ Reimann 107’ | Marcatori | 32’, 88’ Anyomi |

## Statistiche

### Statistiche di squadra
| Competizione         | Punti | In casa | In casa | In casa | In casa | In casa | In casa | In trasferta | In trasferta | In trasferta | In trasferta | In trasferta | In trasferta | Totale | Totale | Totale | Totale | Totale | Totale | DR |
| Competizione         | Punti | G       | V       | N       | P       | Gf      | Gs      | G            | V            | N            | P            | Gf           | Gs           | G      | V      | N      | P      | Gf     | Gs     | DR |
| -------------------- | ----- | ------- | ------- | ------- | ------- | ------- | ------- | ------------ | ------------ | ------------ | ------------ | ------------ | ------------ | ------ | ------ | ------ | ------ | ------ | ------ | -- |
| Frauen-Bundesliga    | 25    | 11      | 2       | 3       | 6       | 9       | 17      | 11           | 5            | 1            | 5            | 21           | 20           | 22     | 7      | 4      | 11     | 30     | 37     | -7 |
| DFB-Pokal der Frauen | -     | -       | -       | -       | -       | -       | -       | 1            | 0            | 0            | 1            | 2            | 3            | 1      | 0      | 0      | 1      | 2      | 3      | -1 |
| Totale               | -     | 11      | 2       | 3       | 6       | 9       | 17      | 12           | 5            | 1            | 6            | 23           | 23           | 23     | 7      | 4      | 12     | 32     | 40     | -8 |

### Andamento in campionato
| Giornata  | 1  | 2  | 3 | 4 | 5 | 6 | 7 | 8 | 9 | 10 | 11 | 12 | 13 | 14 | 15 | 16 | 17 | 18 | 19 | 20 | 21 | 22 |
| --------- | -- | -- | - | - | - | - | - | - | - | -- | -- | -- | -- | -- | -- | -- | -- | -- | -- | -- | -- | -- |
| Luogo     | T  | C  | T | C | C | T | C | T | C | T  | C  | C  | T  | C  | T  | T  | C  | T  | C  | T  | C  | T  |
| Risultato | P  | P  | V | P | P | V | N | V | N | V  | P  | P  | P  | V  | P  | V  | V  | P  | N  | P  | P  | N  |
| Posizione | 10 | 10 | 7 | 8 | 8 | 7 | 8 | 8 | 8 | 8  | 8  | 8  | 8  | 8  | 8  | 8  | 8  | 8  | 7  | 8  | 8  | 8  |

Legenda:

Luogo: C = Casa; T = Trasferta. Risultato: V = Vittoria; N = Pareggio; P = Sconfitta.

### Statistiche delle giocatrici
| Giocatore      | Frauen-Bundesliga | Frauen-Bundesliga | Frauen-Bundesliga | Frauen-Bundesliga | DFB-Pokal der Frauen | DFB-Pokal der Frauen | DFB-Pokal der Frauen | DFB-Pokal der Frauen | Totale   | Totale | Totale      | Totale     |
| Giocatore      | Presenze          | Reti              | Ammonizioni       | Espulsioni        | Presenze             | Reti                 | Ammonizioni          | Espulsioni           | Presenze | Reti   | Ammonizioni | Espulsioni |
| -------------- | ----------------- | ----------------- | ----------------- | ----------------- | -------------------- | -------------------- | -------------------- | -------------------- | -------- | ------ | ----------- | ---------- |
| N. Anyomi      | 11                | 4                 | 1                 | 0                 | 1                    | 2                    | 0                    | 0                    | 12       | 6      | 1           | 0          |
| A. Baaß        | 6                 | 0                 | 0                 | 0                 | -                    | -                    | -                    | -                    | 6        | 0      | 0           | 0          |
| J. Baijings    | 22                | 2                 | 0                 | 0                 | 1                    | 0                    | 0                    | 0                    | 23       | 2      | 0           | 0          |
| B. Brecht      | 6                 | 0                 | 0                 | 0                 | 1                    | 0                    | 1                    | 0                    | 7        | 0      | 1           | 0          |
| A. Dzaltur     | 1                 | 0                 | 0                 | 0                 | -                    | -                    | -                    | -                    | 1        | 0      | 0           | 0          |
| L. Elmazi      | 6                 | 0                 | 0                 | 0                 | -                    | -                    | -                    | -                    | 6        | 0      | 0           | 0          |
| J. Feldkamp    | 21                | 3                 | 1                 | 1                 | 1                    | 0                    | 0                    | 0                    | 22       | 3      | 1           | 1          |
| M. Grutkamp    | 0                 | 0                 | 0                 | 0                 | 1                    | 0                    | 0                    | 0                    | 1        | 0      | 0           | 0          |
| I. Ioannidou   | 9                 | 1                 | 1                 | 0                 | -                    | -                    | -                    | -                    | 9        | 1      | 1           | 0          |
| S. Johannes    | 20                | -31               | 0                 | 0                 | 0                    | 0                    | 0                    | 0                    | 20       | -31    | 0           | 0          |
| M.C. Lange     | 6                 | 0                 | 0                 | 0                 | -                    | -                    | -                    | -                    | 6        | 0      | 0           | 0          |
| E. Laurier     | 16                | 1                 | 0                 | 0                 | -                    | -                    | -                    | -                    | 16       | 1      | 0           | 0          |
| J. Klasen      | 22                | 2                 | 3                 | 0                 | 1                    | 0                    | 0                    | 0                    | 23       | 2      | 3           | 0          |
| L. Klostermann | -                 | -                 | -                 | -                 | -                    | -                    | -                    | -                    | -        | -      | -           | -          |
| E. Markou      | 19                | 2                 | 3                 | 0                 | -                    | -                    | -                    | -                    | 19       | 2      | 3           | 0          |
| K. Nesse       | 9                 | 1                 | 0                 | 0                 | -                    | -                    | -                    | -                    | 9        | 1      | 0           | 0          |
| L. Ostermeier  | 22                | 1                 | 1                 | 0                 | 1                    | 0                    | 0                    | 0                    | 23       | 1      | 1           | 0          |
| K. Piljic      | 13                | 0                 | 1                 | 0                 | 1                    | 0                    | 0                    | 0                    | 14       | 0      | 1           | 0          |
| N. Räcke       | 19                | 0                 | 3                 | 0                 | 0                    | 0                    | 0                    | 0                    | 19       | 0      | 3           | 0          |
| E. Senß        | 21                | 1                 | 2                 | 0                 | 1                    | 0                    | 1                    | 0                    | 22       | 1      | 3           | 0          |
| K. Sindermann  | 2                 | -6                | 0                 | 0                 | 1                    | -3                   | 0                    | 0                    | 3        | -9     | 0           | 0          |
| B. Sterner     | 12                | 1                 | 0                 | 0                 | -                    | -                    | -                    | -                    | 12       | 1      | 0           | 0          |
| S. Thiemann    | 6                 | 0                 | 0                 | 0                 | 1                    | 0                    | 0                    | 0                    | 7        | 0      | 0           | 0          |
| E. Touon       | 5                 | 0                 | 0                 | 0                 | 1                    | 0                    | 0                    | 0                    | 6        | 0      | 0           | 0          |
| C. Wamser      | 22                | 5                 | 5                 | 0                 | 1                    | 0                    | 0                    | 0                    | 23       | 5      | 5           | 0          |
| M. Wilde       | 8                 | 2                 | 0                 | 0                 | -                    | -                    | -                    | -                    | 8        | 2      | 0           | 0          |